# Бельгия на летних Олимпийских играх 1928
Бельгия принимала участие в Летних Олимпийских играх 1928 года в Амстердаме (Нидерланды) в шестой раз за свою историю, и завоевала одну серебряную, две бронзовые медали. Сборная страны состояла из 187 спортсменов (176 мужчин, 11 женщин), принявших участие в соревнованиях по 15 видам спорта.

## Медалисты
| Медаль  | Спортсмен                                 | Вид спорта           | Дисциплина                          |
| ------- | ----------------------------------------- | -------------------- | ----------------------------------- |
| Серебро | Эдмон Спапен                              | Борьба               | Мужчины, вольная борьба, до 56 кг   |
| Бронза  | Леонард Стейяр                            | Бокс                 | Мужчины, до 72,6 кг                 |
| Бронза  | Леон Фламен Франсуа де Конинк Жорж Антони | Академическая гребля | Мужчины, двойки распашные с рулевым |

## Результаты соревнований

### Академическая гребля
Олимпийские соревнования по академической гребле проходили с 3 по 10 августа в деревне Слотен, которая расположена в 6 км к западу от центра Амстердама. В каждом заезде стартовали две лодки. Победитель заезда проходил в следующий раунд, а проигравшие на предварительном этапе попадали в отборочный раунд. Спортсмены, проигравшие два заезда, завершали борьбу за медали. Начиная с третьего раунда экипажи, уступавшие в заезде, выбывали из соревнований. Для определения бронзового призёра проводился заезд за 3-е место.
Мужчины
| Соревнование | Спортсмены                                  | Первый раунд         | Отборочный заезд     | Второй раунд          | Отборочный заезд      | Третий раунд          | Полуфинал             | Финал                 | Место                 |
| Соревнование | Спортсмены                                  | Соперник / Результат | Соперник / Результат | Соперник / Результат  | Соперник / Результат  | Соперник / Результат  | Соперник / Результат  | Соперник / Результат  | Место                 |
| ------------ | ------------------------------------------- | -------------------- | -------------------- | --------------------- | --------------------- | --------------------- | --------------------- | --------------------- | --------------------- |
| одиночки     | Жак Моттар                                  | FRAВ. Сорен П +5,6   | NEDЛ. Гунтер П +5,4  | завершил выступление  | завершил выступление  | завершил выступление  | завершил выступление  | завершил выступление  | завершил выступление  |
| двойки       | Филипп ван Волькссом Карлос ван ден Дриссхе | США · П +8,6         | Нидерланды · П +18,0 | завершили выступление | завершили выступление | завершили выступление | завершили выступление | завершили выступление | завершили выступление |